# Il sogno di Scipione
Pour les articles homonymes, voir Le Songe de Scipion (homonymie).
Il sogno di Scipione, K. 126 (Le Songe de Scipion) est une « action théâtrale » en un acte de Wolfgang Amadeus Mozart, composé sur un livret en italien de Pietro Metastasio.
La création eut lieu au Palais de l'archevêque de Salzbourg le 29 avril 1772.

## Distribution
| Rôle                             | Tessiture |
| -------------------------------- | --------- |
| Scipione                         | ténor     |
| Costanza (La Constance)          | soprano   |
| Fortuna (La Fortune)             | soprano   |
| Publio, aïeul adoptif de Scipion | ténor     |
| Emilio, père de Scipion          | ténor     |
| Licenza (La Liberté)             | soprano   |
| Héros                            | Chœur     |

## Argument
Fortuna et Constanza s’approchent de Scipion endormi et offrent de l’accompagner dans sa vie. Cependant, il doit d’abord choisir entre Fortuna, la pourvoyeuse des richesses du monde, et Constanza la sérieuse et digne de confiance. Scipion demande du temps pour réfléchir. Ni son cœur ni son esprit ne peuvent comprendre ce qui est arrivé, il ne peut non plus choisir. Fortuna et Constanza lui permettent de poser des questions : il veut savoir où il est. Il s’était endormi dans le royaume de Massinissa, mais maintenant il n’a aucune idée de l’endroit où il se trouve. Fortuna lui dit qu’il est dans le Temple du Paradis. Les lumières magnifiques sont les étoiles accrochées au fond bleu de l’univers. Il peut entendre la musique des harmonies des sphères. Scipion demande qui a créé cette harmonie. Constanza répond que la puissance qui derrière agite les sphères comme des cordes sur une cithare, admirablement accordée à la main et à l’oreille. Scipion répond en demandant pourquoi ce son est inaudible aux oreilles des mortels sur la terre. Constanza explique que c’est dû à l’insuffisance de leurs sens ; en regardant le soleil, ils voient seulement l’éclat aveuglant, en entendant une chute d’eau, ils ne savent rien de sa puissance destructrice. Scipion demande alors qui demeure dans ce monde éternel. Fortuna montre un cortège qui approche - des héros, ses ancêtres, les plus grands des fils de Rome. Scipion voit le défunt Publius et lui demande si les héros morts demeurent ici. Publius lui assure que la lumière de l’immortalité ressuscite le corps, le libérant du fardeau d’être mortel. Lui qui a pensé aux autres, a compati à leurs malheurs et s’est dévoué pour eux vivra toujours ; ceux qui ont vécu seulement pour eux-mêmes ne méritent pas l’immortalité. Scipion va chercher son père. Il est ravi de le trouver mais surpris quand il apparaît que cette joie ne soit pas mutuelle. Son père Emilio lui dit que la joie au ciel est complète, parce qu’elle n’est pas accompagnée de souffrances ; il contre la terre, petite et misérable et couverte de nuages, la demeure d’un peuple fou mal dirigé, indifférent au malheur de l’autre. Frappé d’horreur à la vue de la terre, Scipion demande à son père d’être autorisé à demeurer dans les lieux éternels. Cependant, Publius lui dit qu’il a une grande mission à accomplir sur terre - détruire un ennemi, après avoir fait son choix entre Constanza et Fortuna.
Scipion demande à Fortuna quelle sorte d’aide elle peut lui offrir pour achever sa tâche. Elle lui parle de son pouvoir de détruire et de créer, de corrompre l’innocence et d’autoriser le mal. Qui peut lui résister ? Constanza dit qu’elle seule le peut, le pouvoir de la loyauté. Fortuna ne peut plus loin que les limites imposées par Constanza. La vertu peut seulement à l’occasion être défaite par la violence, tandis que les mauvaises contrairement aux bonnes sont éphémères. Fortuna peut réussir coups, mais ne peut pas priver les héros d’espoir et de foi. Scipion choisit donc Constanza, bravant la colère de Fortuna, parce que le royaume est plus cher à son cœur. Fortuna, furieuse, appelle des fléaux sur Scipion. Cependant il garde son courage à travers une tempête se réveille dans le royaume de Massinissa, sentant la présence de Constanza à ses côtés. La morale derrière ce songe était un hymne de louange aux éternelles offertes par le paradis, un modèle pour tous ceux qui croient en Dieu. Dans la scène finale, Licenza loue le choix de Scipion.